# Алегрети (Порталегри)
Алегре́ти (порт. Alegrete) — район (фрегезия) в Португалии, входит в округ Порталегри. Является составной частью муниципалитета Порталегри. По старому административному делению входил в провинцию Алту-Алентежу. Входит в экономико-статистический субрегион Алту-Алентежу, который входит в Алентежу. Население составляет 2055 человек на 2001 год. Занимает площадь 87,38 км². Имеется одноимённый замок.
Покровителем района считается Иоанн Креститель (порт. São João Baptista).